# Linum olympicum
Linum olympicum är en linväxtart. Linum olympicum ingår i släktet linsläktet, och familjen linväxter.

## Underarter
Arten delas in i följande underarter:
- L. o. athoum
- L. o. olympicum